# Густав де Молінарі
Ґустав де Молінарі (фр. Gustave de Molinari; 3 березня 1819, Льєж — 28 лютого 1912, Адінкерке) — економіст, народився в Бельгії, пов'язаний з такими французькими прибічниками класичного лібералізму, як Фредерік Бастіа та Іполіт Кастіль.
Перебуваючи в Парижі, в 1840-х роках, брав участь в організованій Бастіа «Ligue pour la Liberté des Échanges» (Ліга за вільну торгівлю). Бувши при смерті, Бастіа назвав Молінарі продовжувачем своєї справи. 1849 року, невдовзі після революції попереднього року видав дві праці: есей «Виробництво безпеки» (англ. The Production of Security), та книжку Les Soirées de la Rue Saint-Lazare, в якій описав, як ринкова економіка в правосудді та забезпечення безпеки може замінити державу.
В 1850-ті, Молінарі втік через погрози імператора Наполеона III до Бельгії. Повернувся до Парижа в 1860-ті для роботи у впливовій газеті Le Journal des Debats, де він був редактором з 1871 до 1876. З 1881 до 1909 працював редактором в Journal des Économistes, виданні Французької економічної спільноти. В книзі 1899 року, Завтрашнє суспільство (англ. The Society of Tomorrow) запропонував федеративну систему колективної безпеки, та повторив аргументи на підтримку конкурентної системи приватних служб безпеки.
Могила Молінарі розташована на кладовищі Пер-Лашез у Парижі.

## Вплив
Деякі анархо-капіталісти вважають першим прибічником анархо-капіталізму. У передмові до англомовного видання 1977 року Мюррей Ротбард назвав Виробництво безпеки «першою демонстрацією за історію людства того, що тепер називають анархо-капіталізмом» хоч і визнавши, що «Молінарі не користувався такими термінами, та мабуть не схвалив би їх». Австрійський економіст Ганс-Герман Хоппе вважає, що «стаття 1849 року Виробництво безпеки — єдиний найважливіший внесок в сучасну теорію анархо-капіталізму».